# Арсам (правитель Киликии)
Арсам, также Арсамен, Арзам, Аршам (IV век до н. э.) — персидский аристократ, правитель (по мнению многих историков сатрап) Киликии при Дарии III. После битвы при Гранике 334 года до н. э. непродолжительное время руководил сопротивлением войскам Александра Македонского. Арсам проявил себя крайне недальновидным военачальником. Его тактика «выжженной земли» не принесла должных результатов. Также Арсам не использовал возможность остановить македонян, перекрыв узкое горное ущелье «Киликийские Ворота». Погиб в битве при Иссе в 333 году до н. э.

## Биография

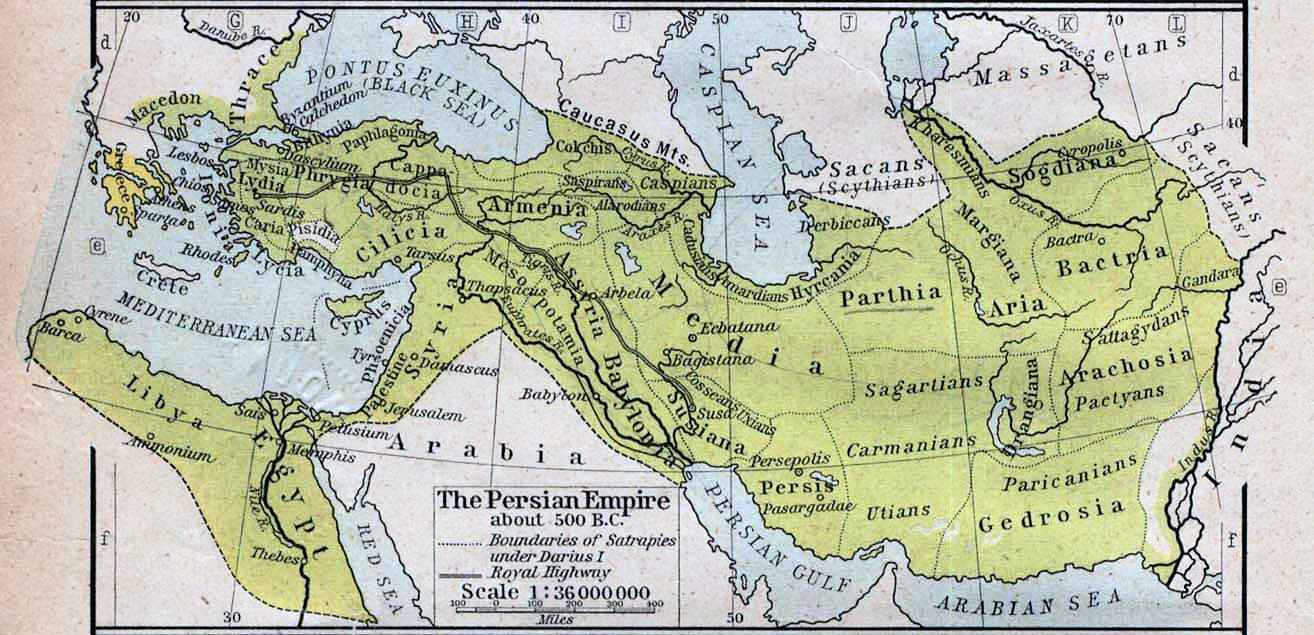
Карта деления империи Ахеменидов на сатрапии. Киликия расположена на юго-востоке Малой Азии

Хоть в источниках отсутствует какая-либо информация о происхождении Арсама, историки считают, что он принадлежал к персидской аристократии. В античных источниках и современных исследованиях имеется расхождение в представлениях относительно занимаемой Арсамом должности. Диодор Сицилийский назвал Арсама сатрапом, Квинт Курций Руф — «qui Ciliciae praeerat» («правивший Киликией»), Арриан — военачальником. Немецкий историк О. Лойзе в монографии 1935 года «Die Satrapieneinteilung in Syrien und im Zweistromlande von 520—320» доказывал, что в данном случае Диодор Сицилийский допустил неточность. По его мнению, Арсам был наместником сатрапа Киликии и других провинций империи Ахеменидов Мазея. Другие историки, как, например, А. С. Шофман и Ф. Шахермайр называют Арсама сатрапом и фактическим правителем Киликии, И. Ш. Шифман и А. А. Клейменов — правителем Киликии.
Когда Александр Македонский начал восточный поход и переправился со своей армией через Геллеспонт, персидские наместники малоазийских провинций и военачальники со всеми имеющимися силами собрались на совет у города Зелея для обсуждения стратегии сопротивления. В их числе был и Арсам. В битве при Гранике 334 года до н. э. Арсам командовал кавалерией на левом крыле ахеменидского войска. После поражения, в целях сопротивления натиску македонян, Арсам решил прибегнуть к тактике выжженной земли, ранее предложенной Мемноном Родосским, состоявшим на службе у персов талантливым греческим военачальником. Прежде сатрапы Малой Азии отвергали этот план, не желая собственными же силами опустошать свои владения. Однако теперь Арсам не видел другого действенного способа для сдерживания продвижения македонян до подхода основных сил персидской армии.
Античные историки отмечали, что Арсам мог бы остановить войско Александра, если бы организовал должную оборону узкого горного перевала, называемого «Киликийскими Воротами». Квинт Курций Руф замечал по этому поводу, что со стороны Арсама было бы гораздо полезнее закрыть надёжным отрядом узкий горный перевал, а не грабить собственную страну. Оставленные для охраны ущелья киликийцы, видя разорение Арсамом своей страны, посчитали себя преданными и «не захотели даже увидеть врага, хотя и меньшее число людей могло бы защитить проходы». Александр Македонский, приблизившись и рассмотрев окружающую местность, «особенно удивлялся своему счастью: он признался, что мог бы быть завален камнями, если бы нашлось кому сбрасывать их на идущее внизу войско». Дорога была настолько узка, что «едва давала возможность идти по ней только четырём воинам в ряд; гора нависала над дорогой не только узкой, но и обрывистой, а также часто пересекаемой потоками, текущими с гор». Арриан писал, что охрана «Киликийских Ворот» испугалась и бежала.
Узнав о том, что македоняне прошли «Киликийские Ворота», Арсам приказал уничтожить главный город Киликии Тарс, чтобы он не достался врагу. Однако попытка персов сжечь город не увенчалась успехом из-за быстрых действий легковооруженных воинов под руководством военачальника Пармениона, которые стремительно ворвались в город.
После этого Арсам бежал к Дарию III, который в тот момент находился в Сирии. В ноябре 333 года до н. э. он погиб в битве при Иссе в числе других знатных персов, которые защищали Дария III.

## Оценки
Советский историк-антиковед А. С. Шофман считал сопротивление, которое организовал Арсам войскам Александра «упорным» и «ожесточённым». Однако выбранная Арсамом тактика «выжженной земли» была запоздавшей, так как могла дать результат в самом начале войны, а не после поражения при Гранике, когда македоняне захватили большую часть Малой Азии. Также, выбранный метод сопротивления лишь ожесточал население против персов. Ф. Шахермайр отмечал, что в то время как Александр Македонский практически без сопротивления преодолел Киликийские Ворота, Арсам «отсиживался» в Тарсе. И. Г. Дройзен даже считал, что Арсам не собирался оборонять Киликийские Ворота, а его передовой отряд должен был лишь немного задержать войско Александра. Правитель Киликии намеревался использовать это время для разграбления и опустошения собственной страны.
Александр Македонский назначил новым сатрапом Киликии Балакра лишь после гибели Арсама в битве при Иссе, когда область осталась без фактического руководителя, которым был Арсам.